# Caroline Clark
Caroline Archer "KK" Clark (Palo Alto, 28 de junho de 1990) é uma jogadora de polo aquático estadunidense, campeã olímpica.

## Carreira
Clark fez parte da equipe campeã olímpica pelos Estados Unidos nos Jogos do Rio de Janeiro, em 2016.